# Rachel Crow
Rachel Crow (Mead, Colorado, 21 de janeiro de 1998) é uma cantora, atriz e comediante americana. Ela participou da primeira temporada da versão dos Estados Unidos de The X Factor em 2011, ficando em quinto lugar no geral. Depois de sua eliminação no concurso musical, Crow reuniu-se com a Nickelodeon para possíveis papeis em produções futuras da casa. Ela apareceu em muitos programas, incluindo BrainSurge, Inside Edition, e The Wendy Williams Show. Agora, ela tem um papel recorrente em Fred: The Show como Starr.

## Biografia

### 1998-2010: Início da vida
Rachel Crow nasceu e foi criada em Mead, Colorado em 21 de janeiro de 1998. Devido à sua mãe biológica sofrer um vício de crack, Crow foi apresentada ainda bebê para Barbara e Kelly Crow e foi adotada mais tarde pela família. Por Kelly Crow sofrer de esclerose múltipla, também adotou a irmã mais jovem da cantora, Hannah. Crow cantou sua primeira música ("Breathe" de Faith Hill) aos 18 meses de idade e pela primeira vez em público aos seis anos ao participar do show de talentos da sua escola. Seus pais levaram-a para Los Angeles em 2010 para apoiar o seu sonho de ser artista, participando no The X Factor em 2011.

### 2011-presente:The X Factore pósreality
Crow participou de uma audição da versão americana do reality The X Factor em Los Angeles, Califórnia, em frente à Simon Cowell, Paula Abdul, Cheryl Cole e L.A. Reid, sendo a primeira pessoa na frente dos juízes, desempenhando a canção "Mercy" de Duffy e passando para os shows ao vivo. Ela chegou entre os cinco finalistas e foi indicada à eliminação após os votos dos jurados serem contabilizados, sendo em seguida eliminada. Causando uma controvérsia com a jurada Nicole Scherzinger, que foi responsável pela ida de Crow ao voto público e vaiada por todos logo após Crow chorar desconsoladamente ao receber o resultado.
Após sua eliminação, Crow foi contratada pela Columbia Records e pelo canal Nickelodeon para ter seu próprio programa de televisão. Com o contrato, ela começou fazendo um papel corrente em Fred: The Show como Starr, uma adolescente com uma grande voz. Crow lançou seu primeiro single "Mean Girls", que foi co-escrito por ela e Toby Gad, produzida também por Gad, que está disponível no seu primeiro EP auto-intitulado lançado em 26 de junho de 2012. Ela embarcou na turnê Big Time Summer, da banda Big Time Rush, acompanhada também de Cody Simpson.

## Vida pessoal e filantropia
Crow sofreu diversos abusos enquanto era bebê, antes de ser adotada pela sua atual família. Sua mãe adotiva Barbara Crow confirma que ela nasceu no meio do crack, devido o vício de sua mãe biológica: "[ela] realmente vivia em uma 'boca' de crack e sofreu uma série de abusos." Crow pretende construir uma fundação para crianças adotivas: "Eu quero construir uma fundação que faça que eles se sintam bem consigo mesmos - se querem cantar ou atuar ou se eles querem fazer esportes ou ir para Harvard", diz ela. "Eu quero ter certeza de eles vão começar a perseguir os seus sonhos."